# Wii (série de jeux vidéo)
Wii est une série de jeux développés et édités par Nintendo débutée sur la console Wii en 2006 puis sur Wii U et Nintendo Switch, conçus pour faire appel à un large public au-delà de la tranche traditionnelle de joueurs. Sur le marché européen, Wii Sports, Wii Play, Wii Music et Wii Fit ont été rétroactivement ajoutés à la série de jeux Touch! Generations. Les différents jeux Wii ont en commun de donner la possibilité de jouer avec son Mii, sauf dans Wii Échecs.

## Développement
Les jeux suivent un modèle défini par Nintendo au cours du développement du premier jeu de la série Wii, Wii Sports. Chacun est une collection de plusieurs jeux simples, visant à mettre l'accent sur le gameplay.

## Jeux

### Sur Wii
- Wii Sports (2006)
- Wii Play (2006)
- Wii Fit (2007)
- Wii Échecs (2008)
- Wii Music (2008)
- Wii Sports Resort (2009)
- Wii Fit Plus (2009)
- Wii Party (2010)
- Wii Play Motion (2011)

### Sur Wii U
- Wii Party U (2013)
- Wii Sports Club (2013)
- Wii Fit U (2013)

#### Logiciel
- Wii Street U
- Wii U Panorama View

### Sur Nintendo Switch
- Nintendo Switch Sports (2022)

## Accueil
Excepté pour Wii Échecs, tous les titres de la série sont sortis dans le monde entier. Wii Sports et Wii Play ont été les deux premiers jeux de la septième génération de consoles à dépasser les 10 millions d'unités vendues, et Wii Sports a déjà franchi la barre des 40 millions. Cependant, la plupart des ventes de Wii Sports proviennent de la vente en bundle et même plus d'un an après leur lancement, les deux jeux sont présentés parmi les meilleures ventes de jeux vidéo dans le monde entier.
En 2009, Wii Sports, Wii Play et Wii Fit occupaient les trois meilleures places du classement des meilleures ventes totales de jeux sur Wii.